# Nymphargus posadae
Espèce
Synonymes
- Cochranella posadae Ruiz-Carranza & Lynch, 1995

Statut de conservation UICN

 LC  : Préoccupation mineure
Nymphargus posadae est une espèce d'amphibiens de la famille des Centrolenidae.

## Répartition
Cette espèce se rencontre de 1 100 à 2 800 m d'altitude : 
- en Colombie dans les départements de Caldas, de Huila et de Cauca sur le versant Est de la cordillère Centrale ;
- en Équateur dans les provinces de Sucumbíos, de Napo et de Zamora-Chinchipe sur le versant Est de la cordillère Orientale ;
- au Pérou dans la province de Condorcanqui dans la région d'Amazonas sur le versant Sud-Ouest de la cordillère du Condor.

## Description
Les mâles mesurent de 32,7 à 34,1 mm et les femelles de 30,2 à 33,3 mm.

## Publication originale
- Ruiz-Carranza & Lynch, 1995 : Ranas Centrolenidae de Colombia. V. Cuatro nuevas especies de Cochranella  de la Cordillera Central. Lozania, vol. 62, p. 1-23.